# Jérôme Larré
Pour les articles homonymes, voir Larré.
Jérôme « Brand » Larré est un auteur et éditeur français de jeux de rôle.
Il est l'auteur de Tenga (John Doe, 2011). Il a fondé la maison d'édition Lapin Marteau qui édite Ryuutama (2013). C'est un collaborateur régulier du journal Casus Belli 3e et 4epériode ; il contribue également au journal Di6dent. Il a co-dirigé les recueils Mener des parties de jeu de rôle (Lapin Marteau, 2016) et Jouer avec l'histoire (Pinkerton Press, 2009).
Il est également le co-auteur de plusieurs ouvrages pour les jeux COPS (Asmodée, 2003), Qin (7e Cercle, 2005), Within (Les Écuries d'Augias, 2011), Mousquetaires de l'ombre (Phénix Édition, 2004), Wastburg (Les XII Singes, 2013), Kuro (7e Cercle, 2007), Les Loups des steppes (Dartkam, 2005) et Vermine (7e Cercle, 2004). Il a participé à la traduction d'ouvrages pour Le Trône de fer (Edge, 2010), My Life with Master (La Boîte à Heuhh, 2012) et Ryuutama.
Il participe activement à de nombreux évènements liés à la création de jeux : tables rondes, animation d'ateliers d'écriture de jeu, organisation de concours de création, etc. Le 8 juillet 2020, il participe, avec Coralie David, à l'émission Blockbusters sur France Inter.

### Articles
En tant qu'auteur (liste non exhaustive) :
- Jérôme Larré, « MJ Only : Après tout, c'est pour ça qu'on les aime… », Casus Belli, Casus Belli Presse, vol. 3, no 2,‎ septembre 2010, p. 58-59 (ISSN 0243-1327)
- Jérôme Larré, « MJ Only : La Vie du rail », Casus Belli, Casus Belli Presse, vol. 3, no 5,‎ février 2011, p. 60-61 (ISSN 0243-1327)
- Jérôme Larré, « MJ Only : Partager la narration », Casus Belli, Black Book, vol. 4, no 3,‎ mai 2012, p. 214-219 (ISBN 978-2-36328-107-4)
- Jérôme Larré, « 28 minutes plus tard », Casus Belli, Black Book, vol. 4, no 7,‎ mai 2013, p. 200-207 (ISBN 978-2-36328-117-3)

### Jeux et suppléments
En tant qu'auteur (liste non exhaustive) :
2017
- Batronoban, Feldo, Jérôme Larré, Thomas Munier et Trickytophe, Les Exorcistes, Batro' Games, 2017, 58 p.
- Pierre Balandier, Denis Beck, Thomas Berjoan, Romain d'Huissier, Coralie David, Julien Dutel, Géraud « Myvyrrian » G., Étienne Goos, Gaël Gourjon, Didier Guiserix, Jérôme Larré, Tristan Lhomme, Cyril Perniceni, Philippe Rat, Thomas Robert, Olivier Rousselin et Christophe Valla, Cadre de campagne, Black Book, coll. « Héros & Dragons », 2017, 328 p.

2016
- (en) Alas Vegas,  Magnum Opus Press
- Les outils du meneur,  coll. « Within », Les écuries d'Augias

2015
- (en) Fiasco’12: Playset Anthology vol. 3, coll. « Fiasco », Bully Pulpit Games
- (en) Fiasco’11: Playset Anthology vol. 2, coll. « Fiasco », Bully Pulpit Games
- Génération Perdue, coffret de luxe, coll. « In Nomine Satanis - Magna Veritas », Raise Dead Editions
- Faits Divins n°2, coll. « In Nomine Satanis - Magna Veritas », Raise Dead Editions
- Recueil de mini-aventures, coll. « Chroniques Oubliées — Fantasy », Black Book Éditions
- Manuel des compagnons, coll. « Alkemy-RPG », Les XII Singes
- Le Royaume des Légendes : Aventures dans la France médiévale-fantastique, Éditions Rémi Teulière
- Anthony Combrexelle, Laurent Devernay, John Grümph, Jérôme Larré, Atsuhiro Okada et Vincent Ziec, Contes d'Orient et d'Occident, Lapin Marteau, coll. « Ryuutama », 2015 (ISBN 978-2-9545811-2-5)
- Carnet d'Europe n°4, coll. « Krystal », Les XII Singes

2014
- Within, Les écuries d'Augias
- (es) Operación Zebra (Fiasco), Edge
- Les pièges de Grimtooth 3.0, Narrativiste Editions
- Jérôme Larré, « Mourir Dignement », dans 6 voyages en Extrême-Orient, Les XII Singes, coll. « D6 System », 2014 (ISBN 978-2-918045-74-8, présentation en ligne)
- (en) Jérôme Larré (ill. Jonathan Wyke), Sheep's Clothing, Pelgrane Press, coll. « Series Pitch of the Month » (no 7), 2014 Hillfolk (DramaSystem)
- Légendes de la garde (version boîte uniquement), Footbridge
- (en) Grim world, Boldy games
- Jérôme Larré et Atsuhiro Okada, Traversées, Lapin Marteau, coll. « Ryuutama », 2014 (ISBN 978-2-9545811-1-8) L'écran et son livret (32 p.).

2013
- (es) Una Banda de Gira 2 (Fiasco), Edge
- Ryûtarô Matsukawa, Takuya Nakashiro, Atsuhiro Okada et Jérôme Larré (trad. Pierre Gobinet-Roth, Mieko Larré et Jérôme Larré, ill. Ayako Nagamori), Ryuutama : Les œufs des dragons, Lapin Marteau, 2013, 200 p. (ISBN 978-2-9545811-0-1, présentation en ligne)
- Gardoches partout, Justice nulle part ! (Wastburg), Les XII Singes
- (es) Tenga, Holocubierta Ediciones
- L'écran et son livret (Tenga), John Doe
- (en) Art of War (Qin), Cubicle 7

2012
- (it) Missione Zebra (Fiasco), Janus Design
- (en) Touring Rock Band II : When The Music Stopped (Fiasco), Bully Pulpit Games
- Objective Zebra (Fiasco), Edge
- (en) Kuro, Cubicle 7
- Polar Base, La boîte à Heuhh

2011
- (ru) Объект «ЗЕБРА» [« Objective Zebra »], Saint-Pétersbourg, Studio 101, coll. « Фиаско (Fiasco) »
- Livret de découverte : le diable du New-Hampshire (Within), Les écuries d'Augias
- Les aventures extraordinaires du capitaine sanguinaire sur l'île aux singes (Parsely games), La boîte à Heuhh
- (en) Objective Zebra (Fiasco), Bully Pulpit Games
- Tenga, John Doe

2010
- (en) Bestiary, Cubicle 7, coll. « Qin », 2010, 109 p. (ISBN 978-1-907204-15-9)

2009
- (en) Legends [« Le Livret »]  (trad. Angus Abranson, Roger Ayling et Sandrine Thirache), Cubicle 7, coll. « Qin », octobre 2009, 52 p. (ISBN 978-0-9555423-9-8)
- Josselin Moreau, Jérôme Larré et al. (trad. Viktor Bauer, Franck Brusset et Eric Harlaux), Genesis, Kraken, coll. « Alkemy »

2007
- Romain d'Huissier, Laurent Devernay, Julien Heylbroeck, Jérôme Larré et Christophe Valla, Linzi, 7e Cercle, décembre 2007, 120 p. (ISBN 978-2-914892-48-3 et 2-914892-48-9) (Qin)
- Romain d'Huissier, Jérôme Larré et Christophe Valla, Tiàn Xia : Tout sous le ciel, 7e Cercle, octobre 2007, 136 p. (ISBN 978-2-914892-45-2) (Qin)
- Kuro, 7e Cercle

2006
- Romain d'Huissier, Florrent, Jérôme Larré, Neko et Christophe Valla, Tiàn Xia : Xianyang, 7e Cercle, décembre 2006, 144 p. (ISBN 2-914892-37-3) (Qin)
- Romain d'Huissier, Florrent, Jonathan Gillet, Jérôme Larré, Neko et Christophe Valla, L'Art de la Guerre, 7e Cercle, septembre 2006, 136 p. (ISBN 2-914892-36-5) (Qin)
- L'écran de l'ombre (Mousquetaires de l'ombre), Phenix Editions
- Romain d'Huissier, Florrent, Jérôme Larré, Neko et Christophe Valla, Mythes et Animaux Fabuleux, 7e Cercle, avril 2006, 104 p. (ISBN 2-914892-33-0) (Qin)
- Rumeurs 2037 (Vermine), 7e Cercle

2005
- Romain d'Huissier, Florrent, Jérôme Larré, Neko et Christophe Valla, Le Livret et l'écran, 7e Cercle, décembre 2005 (ISBN 2-914892-30-6) (Qin)
- Le loup des steppes (Histoires à suivre), Darktam
- Prédateur et Charognard (Vermine), 7e Cercle

2004
- Mathieu Cuenin, Jean-Marc Dumartin, Éric Fontaine, Cyril Hannoyer, Jérôme Larré, Sylvain Plagne et Nathanaël Terrien, Mousquetaires de l'ombre, Phénix Éditions, 2004, 76 p. (ISBN 2-9522614-0-7)
- Starter Kit : des indiens dans la ville (Mousquetaires de l'ombre), Phénix Éditions
- Benoît Attinost, Jean-François Beney, Nicolas Benoist, Charlotte Bousquet, Thomas Cheilan, Antoine Clermont, Arnaud Cuidet, Sandy Julien, Jérôme Larré, Olivier Noël, Geoffrey Picard, Olivier Roullier et Marc Sautriot, 4 juillet, Asmodée, 2004, 128 p. (ISBN 2-914849-25-7) (COPS)
- Benoît Attinost, Jean-François Beney, Charlotte Bousquet, Thomas Cheilan, Antoine Clermont, Arnaud Cuidet, Sandy Julien, Jérôme Larré, Olivier Noël et Geoffrey Picard, 10-99, Asmodée, 2004, 128 p. (ISBN 2-914849-21-4) (COPS)

2003
- Diverses contributions à Ground Zero (COPS), Asmodée

### Livres
- Olivier Caïra (dir.), Jérôme Larré (dir.) et al., Jouer avec l'histoire, Pinkerton Press, 2009, 160 p. (ISBN 978-2-9533916-0-2), « Comment écrire une campagne historique »
- Coralie David (dir.), Jérôme Larré (dir.) et al., Mener des parties de jeu de rôle, Lapin Marteau, 2016, 400 p. (ISBN 978-2-9545811-4-9)
  - « Introduction, décider de sa pratique » (avec Coralie David), p. 7–15
  - « Dompter la linéarité », p. 159–172
  - « Animer les scènes spéciales » (avec Thomas Munier et Coralie David), p. 191–224
  - « Commencer », p. 225–234
  - « Créer des émotions particulières »; p. 277–288
  - « Partager la narration », p. 381–390
  - « Conclusion, continuer et s'améliorer » (avec Coralie David), p. 391–394
- Coralie David, Jérôme Larré et al., Jouer des parties de jeu de rôle, Lapin Marteau, coll. « Sortir de l'auberge », 2017, 368 p. (ISBN 978-2-9545811-6-3)
  - « Introduction, décider de sa pratique »
  - « Se renouveler »
  - « Créer du jeu pour les autres »
  - « Se laisser surprendre »
  - « Et maintenant »
- Danièle André (dir.), Alban Quadrat (dir.) et al., Jeu de rôle sur table : un laboratoire de l'imaginaire, Lettres modernes Mimard, 2019, 384 p. (ISBN 978-2-406-07481-6, ISSN 2494-6109) :
  - « Légitimation et diversification du jeu de rôle », avec Coralie David, p. 65-96
  - « Évolution du discours théorique », avec Coralie David, p. 97-131
- Coralie David (dir.) et Jérôme Larré (dir.), La Boîte à outils du meneur de jeu, Lapin Marteau, coll. « Sortir de l'auberge », 2020, 785 p. (ISBN 978-2-4903900-8-3)

### Conférences
- [vidéo] « La grammaire du jeu de rôle : comment les jeux parlent aux joueurs », sur YouTube, Orc'idée, 16 novembre 2014
- [vidéo] « Le jeu de rôle, fils illégitime ou prolongement de la littérature de jeunesse ? », sur YouTube,  Université Sorbonne Paris Nord, 1er avril 2015
- « De la mise en intrigue à la mise en jeu : tensions et incertitudes en jeu de rôle », journées d'étude « Les quarante ans du jeu de rôle », Universités Paris 3 et Paris 13, 12 juin 2015
- [vidéo] « La narration par la mécanique », sur YouTube, Orc'idée, 20 juillet 2016
- « Les ateliers, des outils pour favoriser l’engagement. Panorama et enseignements pour la pratique du jeu de rôle sur table », sur Les Voix d'Altaride, 16 juin 2017 (consulté le 9 juillet 2020), Université Paris 13

### Articles de presse
- « L'interview : Jérôme Larré », Di6dent, Plansix, no 12,‎ avril 2015, p. 95-96